# Sáfrány (keresztnév)
A Sáfrány újabb keletű magyar névalkotás a sáfrány fűszer nevéből származik, női utónévként adható.

## Gyakorisága
Az 1990-es években ritka név, a 2000-es években nem szerepel a 100 leggyakoribb női név között.